# Сеид Ибрахим Челеби хамам
Сеид Ибрахим Челеби хамам (на македонска литературна норма: Сејид Ибрахим Челеби амам) е хамам, турска баня в град Струмица, Република Македония. Хамамът е в руини.
Хамамът е разположен на днешната улица „Гюро Гякович“ № 25 в частен двор, източно от Орта джамия. Хамамът е вакъф на богатия турчин Сеид Ибрахим Челеби, който освен хамама е изградил и чешми. Хамамът е силно повреден и не е археологически изследван. От него е запазено едно помещение с паднал купол. Тъй като хамамът е силно заровен в земята, няма сведения за големината му. От запазените зидове на северната и западната страна с височина от около 180 см и дебелина 90 см не може да се разбере дали хамамът е бил обществен или частен. Стените са зидани от камък, вар и печени тухли. Вижда се употребата на счупени дъги, типични за ислямските обекти, по-добре запазени в северния и западния зид. Според Александър Стойновски хамамът е от XVI век.